# 天栌属
天栌属（学名：Arctous），又名北極果屬，是杜鹃花科下的一个属，为落叶亚灌木植物。该属共有3－4种，包括黑北極果和紅北極果，分布于北极圈及北温带高山上。

## 下属物种
本属包括以下物种：
- 北极果 Arctous alpina 
  - 黑北极果 Arctous alpina var. japonica (Nakai) Ohwi
- Arctous erythrocarpa
- 红北极果 Arctous rubra